# Сале-делле-Ланге
Сале-делле-Ланге, Сале-делле-Ланґе (італ. Sale delle Langhe, п'єм. Sale dle Langhe) — муніципалітет в Італії, у регіоні П'ємонт,  провінція Кунео.
Сале-делле-Ланге розташоване на відстані близько 460 км на північний захід від Рима, 80 км на південь від Турина, 45 км на схід від Кунео.
Населення — 491 особа (2014).
Щорічний фестиваль відбувається 15 серпня. Покровитель — Maria Vergine.

## Демографія
Населення за роками:

Станом на 1 січня 2023 року в муніципалітеті офіційно проживало 35 іноземців з 10 країн, серед них 8 громадян країн Євросоюзу та 3 громадяни України.

## Сусідні муніципалітети
- Камерана
- Чева
- Монтецемоло
- Прієро
- Сале-Сан-Джованні